# Jude Kirton-Darling

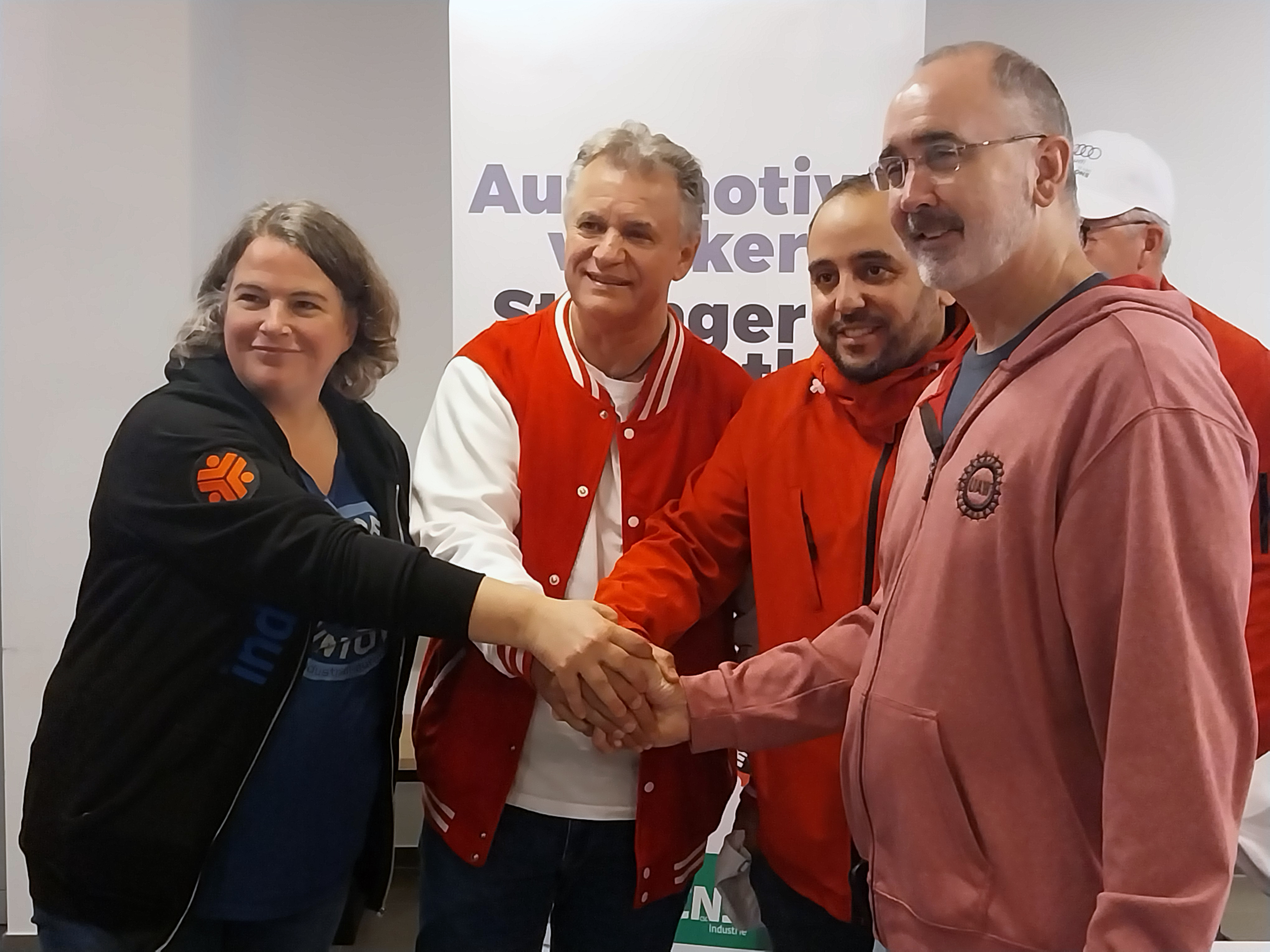
Jude Kirton-Darling (2024)

Jude Kirton-Darling (* 2. Juni 1977 in Daressalam) ist eine britische Politikerin der Labour Party.

## Leben
In den 1990er Jahren studierte sie an der University of Sheffield Politik und Geschichte. Sie setzte 2000/2001 ihre Studien an der University of Bath und an der Universität Pavia fort. Kirton-Darling ist Mitglied im Europäischen Gewerkschaftsbund. Ab 2014 bis zum 31. Januar 2020 war Kirton-Darling Abgeordnete im Europäischen Parlament. Dort war sie Mitglied im Ausschuss für internationalen Handel, im Petitionsausschuss, in der Delegation für die Beziehungen zu den Ländern der Andengemeinschaft und in der Delegation in der Parlamentarischen Versammlung Europa-Lateinamerika. Kirton-Darling gehört dem Quäkertum an.